# Geopsammodius rileyi
Geopsammodius rileyi är en skalbaggsart som beskrevs av Paul E.Skelley 2006. Geopsammodius rileyi ingår i släktet Geopsammodius och familjen Aphodiidae. Inga underarter finns listade i Catalogue of Life.